# Grand’Combe-Châteleu
Grand’Combe-Châteleu – miejscowość i gmina we Francji, w regionie Burgundia-Franche-Comté, w departamencie Doubs.
Według danych na rok 1990 gminę zamieszkiwało 1301 osób, a gęstość zaludnienia wynosiła 61 osób/km² (wśród 1786 gmin Franche-Comté Grand’Combe-Châteleu plasuje się na 123. miejscu pod względem liczby ludności, natomiast pod względem powierzchni na miejscu 99.).